# Médiateur (chimie)
Un médiateur chimique est une molécule produite par une cellule et agissant sur les cellules possédant le récepteur spécifique.
- "Lors d’une autre rencontre avec ces allergènes, les mastocytes vont se « dégranuler » et libérer ces médiateurs chimiques au potentiel inflammatoire." — (Martine André, Le Petit Livre des allergies, 2e édition, 2018)

## Types de médiateurs chimiques
Les neurotransmetteurs sont un type de médiateurs chimiques agissant essentiellement sur les neurones.
Un médiateur chimique de l'inflammation, ou MCI, désigne une molécule libérée par des leucocytes sur le site de l'infection en immunologie.

## Quelques exemples de médiateurs chimiques
L'histamine est une molécule de signalisation du système immunitaire, de la peau, de l'estomac et du cerveau des vertébrés.
Les médiateurs de ces voies d’inflammation par les rhinovirus sont l’histamine, les kinines, les prostaglandines, l’interleukine-1, l’interleukine-6, l’interleukine-8.
L'oxyde nitrique (NO) est un médiateur chimique-clé dans de nombreuses fonctions vasculaires importantes, notamment la régulation du tonus musculaire des muscles lisses, la régulation de la pression artérielle, l'activation des plaquettes et la signalisation des cellules vasculaires.
Dans le domaine de la protection des cultures, phéromones et kairomones permettent le suivi ou le contrôle des insectes ravageurs (méthode de confusion sexuelle, piégeage, etc.).